# 若开民族联盟
若开民族联盟（缩写 ULA）是一个若开人政治组织，总部设在缅甸克钦邦拉咱。其武装翼是若开军。通米亚良少将担任若开民族联盟主席，纽通昂准将担任秘书。若开联合联盟是联邦政治谈判与协商委员会（FPNCC）的成员，该委员会是由缅甸七个民族武装组织组成的政治谈判小组。
2016年1月10日至16日，若开民族联盟第一次会议在解放区连续7天举行，各国代表出席。

## 争议
新加坡警方逮捕了参与若开民族联盟运动的人士，并于2019年7月10日将他们驱逐回缅甸。缅甸警方在仰光机场拘留并逮捕了从新加坡遣返的若开青年。根据缅甸警方的控诉，若开民族联盟于2013年在新加坡成立，由通米亚良的弟弟Aung Myat Kyaw和另外三人Tun Aye、Than Tun Naing和Soe Soe领导。大约有86名成员。警方称，这些成员每月缴纳费用，并支持若开民族联盟和若开军缴纳月费。
然而，根据《妙乌调查手册》，若开民族联盟直到2016年才成立。该书的作者是荣获2017年缅甸国家文学奖的貌貌梭。